# Вулиця Басейна (Хмельницький)
Басе́йна ву́лиця — вулиця у місті Хмельницькому, яка розташована поряд із Хмельницькою інфекційною лікарнею.

## Історія
Вулиця Басейна виникла у 1948 році. Свою назву вулиця отримала завдяки об'єктам, які були розташовані поруч: резервуарів, в яких зберігалась вода та водонапірної башти. Ці споруди були створені для забезпечення військових частин водою, придатною для споживання, які були розташовані у мікрорайоні Дубове. Також частково ця вода використовувалась для забезпечення водопостачання міста.

## Опис
На вулиці розташована приватна забудова. Вулиця обмежена вулицею Героїв Крут (колишня назва — Комунарів) та вулицею Миколи Сікори.